# 冯果

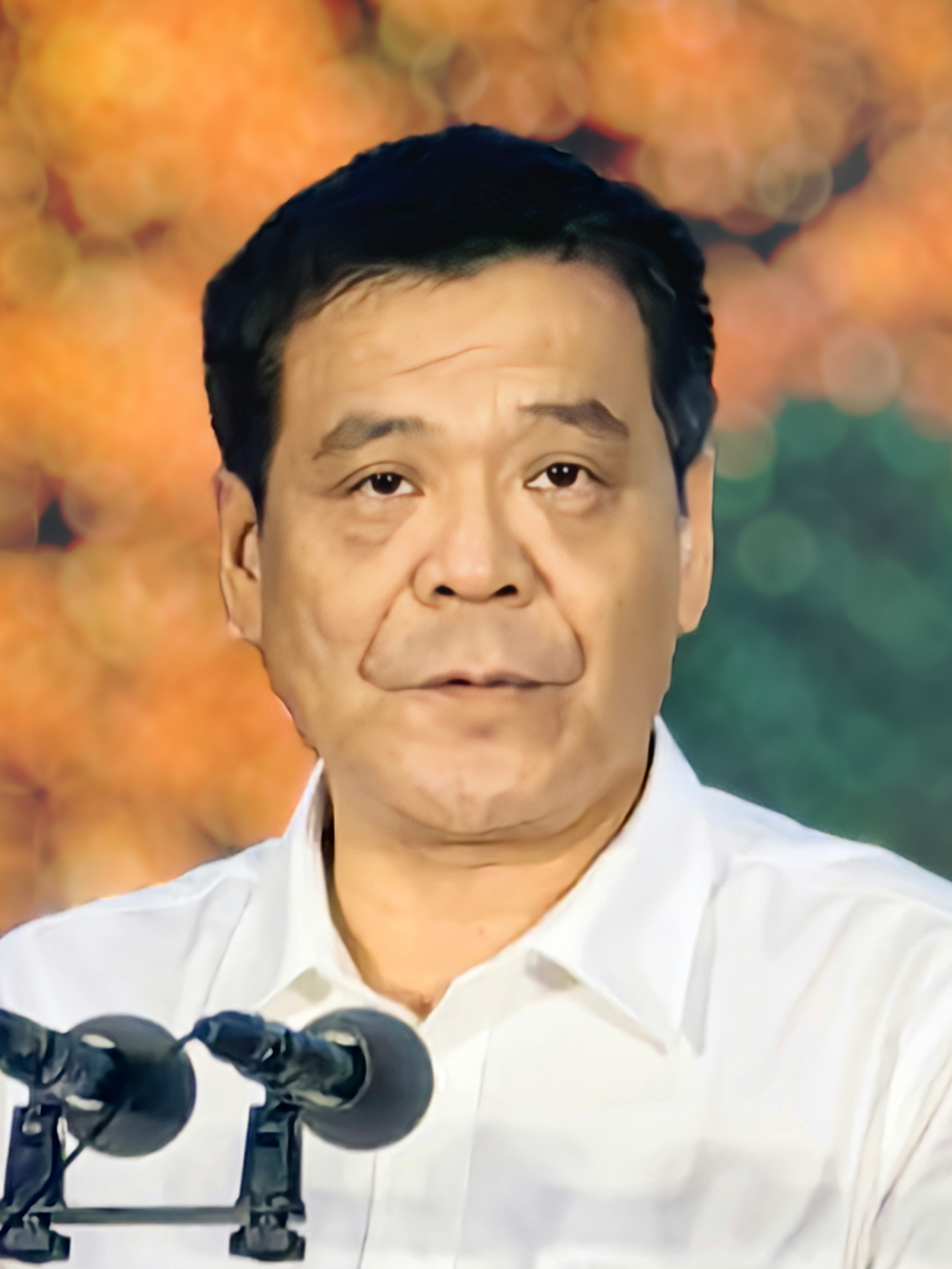
2024年的冯果

冯果（1968年3月—），男，河南镇平人，中国法学家。现任武汉大学法学院院长、经济法研究所所长，中国教育部长江学者特聘教授、博士生导师。

## 生平
1989年毕业于中山大学人类学系考古专业，1992年武汉大学经济法专业硕士生毕业（硕士生导师漆多俊教授），后留校任教，1994年晋升讲师，1999年取得武大法学院国际经济法博士学位，1999年晋升副教授，2002年破格晋升教授。主要从事经济法、公司法、金融法的研究。2014年获得第七届“全国十大杰出青年法学家”荣誉称号。

## 主要著作
- 《中国商事法》，武汉大学出版社1994年版
- 《现代公司资本制度比较研究》，武汉大学出版社2000年版
- 《证券法》，武汉大学出版社2014年版
- 《公司法（第三版）》 武汉大学出版社